# 聖維克多山 (塞尚)

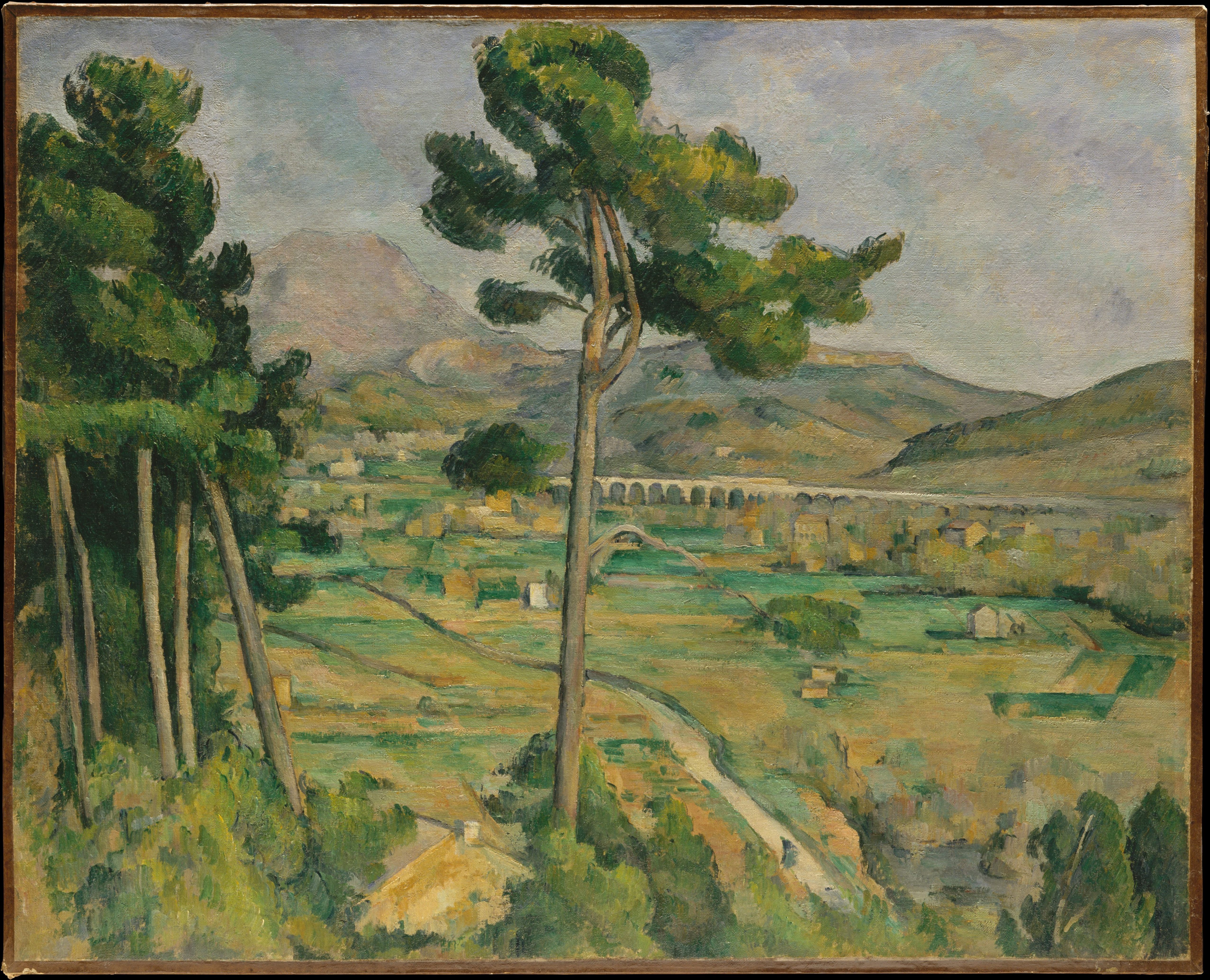
圣·维克多山和弧形河谷高架桥（Mont Sainte-Victoire and the Viaduct of the Arc River Valley，1882年至1885年）

聖維克多山（Mont Sainte-Victoire）是由法國畫家保羅·塞尚创作的一批油畫作品。这些作品创作时间不同，但每一幅都有变化。在成熟时期，作品相当坚实，逻辑精确；而塞尚晚年的作品开始简化、抽象化和概括化，色彩运用相对开放。

## 簡介

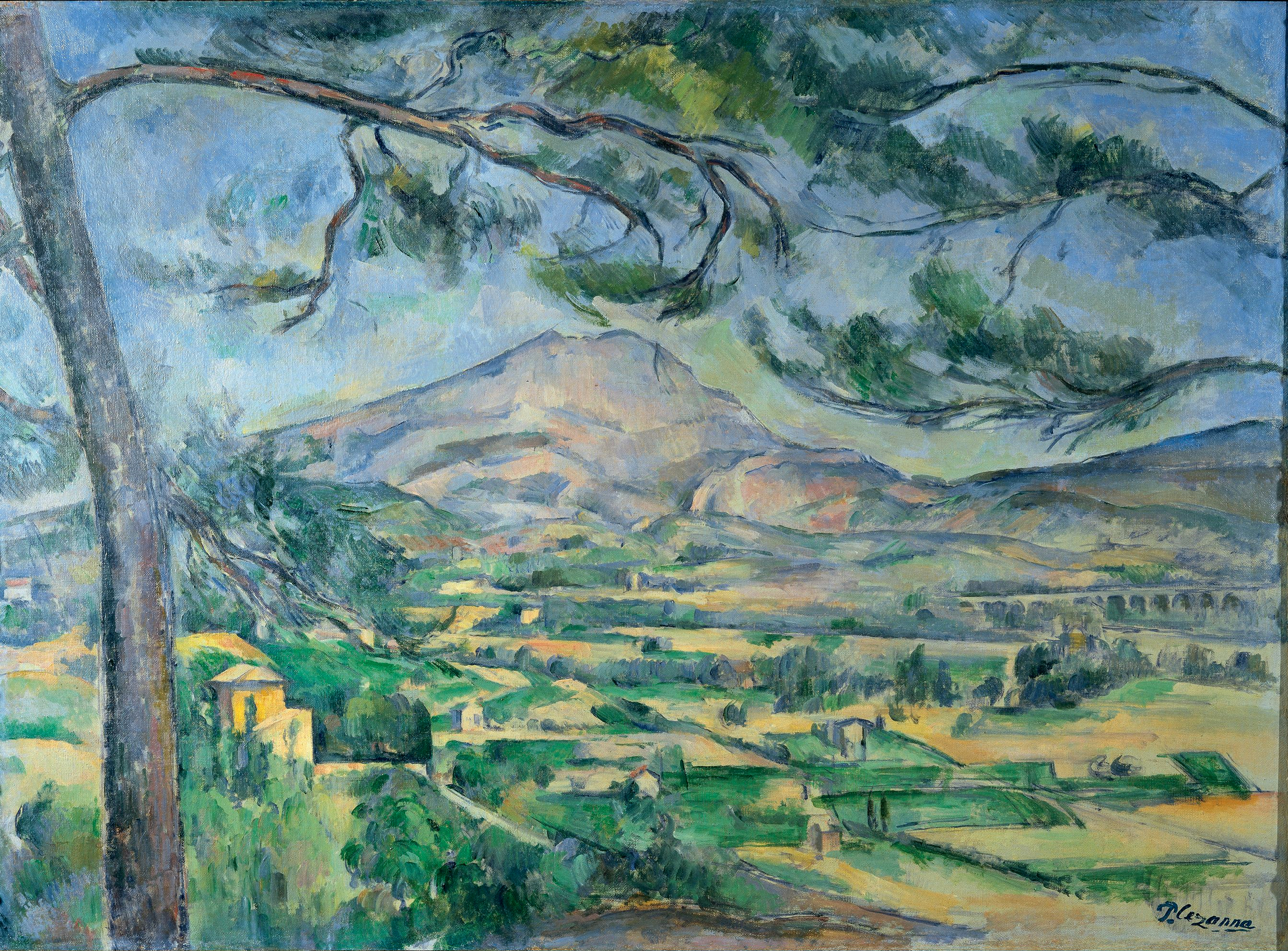
聖維克多山（1885年至1887年）

聖維克多山是法國的一座山。由於塞尚的小屋可以望見整座山，因此他曾為此山畫過幾十幅作品。山上的藍色是空氣給人的印象。
這幾幅畫是後印象主義的作品。屬於分析性後印象主義畫家的塞尚，在繪畫這些畫時，十分重視色塊、造型。他運用幾何圖形描繪自然景物，再用不同顏色表達物象之深度。

## 外部連結
- （英文）WebMuseum: Cézanne, Paul: The Mont Sainte-Victoire and Bibemus saga （页面存档备份，存于）
- （英文）1902年的聖維克多山 （页面存档备份，存于）
- （英文）1902年至1904年的聖維克多山